# Lenindenkmale in den ehemaligen sozialistischen Ländern
Lenindenkmale in den ehemaligen sozialistischen Ländern ist eine Übersicht der seit 1924 errichteten Lenindenkmäler. Gedenktafeln sind hier nicht aufgenommen.

## Überblick
Das genannte Territorium entstand nach dem Ende des Zweiten Weltkriegs, dominiert von der Sowjetunion. Die übrigen sozialistischen Länder in Europa, Asien und Mittelamerika bildeten den sogenannten Ostblock, sie umfassten daher neben der DDR, Polen, Tschechoslowakei, Ungarn, Bulgarien und Rumänien auch die Volksrepubliken China, Mongolei, Vietnam und Kuba. Zu den sozialistischen Ländern zählte auch Albanien, das ab 1970 einen eigenständigen Weg in Ablehnung der sowjetischen und chinesischen Varianten verfolgte. Die Ideologie des Sozialismus/Kommunismus beherrschte die Staatspolitik. Gleichzeitig wurde in diesen Ländern ein Personenkult um die Theoretiker dieser Gesellschaftsordnung Karl Marx, Friedrich Engels, (bis 1960) Josef Stalin und Lenin betrieben. Für die genannten Personen errichteten die Stadt- und Landgemeinden zahlreiche Denkmale, teils als Büsten, teils als Standbilder.
Mit dem Ende des Sozialismus um 1990 wurden etliche Skulpturen abgebaut – zerschlagen und recycelt, eingeschmolzen, in Sümpfe gebracht oder in Sandgruben vergraben, in Denkmalparks neu aufgestellt oder an Interessenten weiterverkauft.

## Übersicht nach Ländern, Städten und Standorten
Ehemalige Sowjetrepubliken:

Diese sind mit ihren seit der Auflösung der UdSSR gültigen Namen alphabetisch eingeordnet.
Ehemaliges Jugoslawien:

Die Föderation gehörte keinem Block an. Daher werden eventuell vorhanden gewesene Skulpturen in dem Artikel Lenindenkmale in den nicht-sozialistischen Ländern unter ihren Nachfolgerepubliken dargestellt.
Ehemalige Tschechoslowakei:

Die Lenindenkmale in diesem früheren sozialistischen Staat sind unter den neu gebildeten Ländern Tschechien und Slowakei aufgenommen worden.

### Abchasien
- Gudauta: Statue auf hohem Steinpostament[1] (erhalten, Zustand 2019).
- Dorf Blabyrchua nahe Sochumi[2]: metallisch gestrichene Statue auf Betonsockel

### Albanien
- Tirana[3][4] (1991 entfernt)
- Shkodra

### Armenien
- Jerewan, Leninplatz (Площадь Ленина Ploschtschad Lenina), jetzt Hanrapetutyan hraparak (Platz der Republik), Statue, 1940 errichtet, 1991 beseitigt.[5]

### Aserbaidschan
- Baku; am 27. August 1991 beseitigt.[6]
- weitere Lenindenkmäler in Baku und Ələt (russisch Алят Aljat).[7]

### Äthiopien
- Addis Abeba: überlebensgroße Kupfer-Statue,[8] circa 10 Meter hoch,[9] 1983 errichtet,[10] am 23. Mai 1991 gestürzt,[11][12] in einen Garagenkomplex der Straßenbehörde gebracht.[13][14]

### Belarus

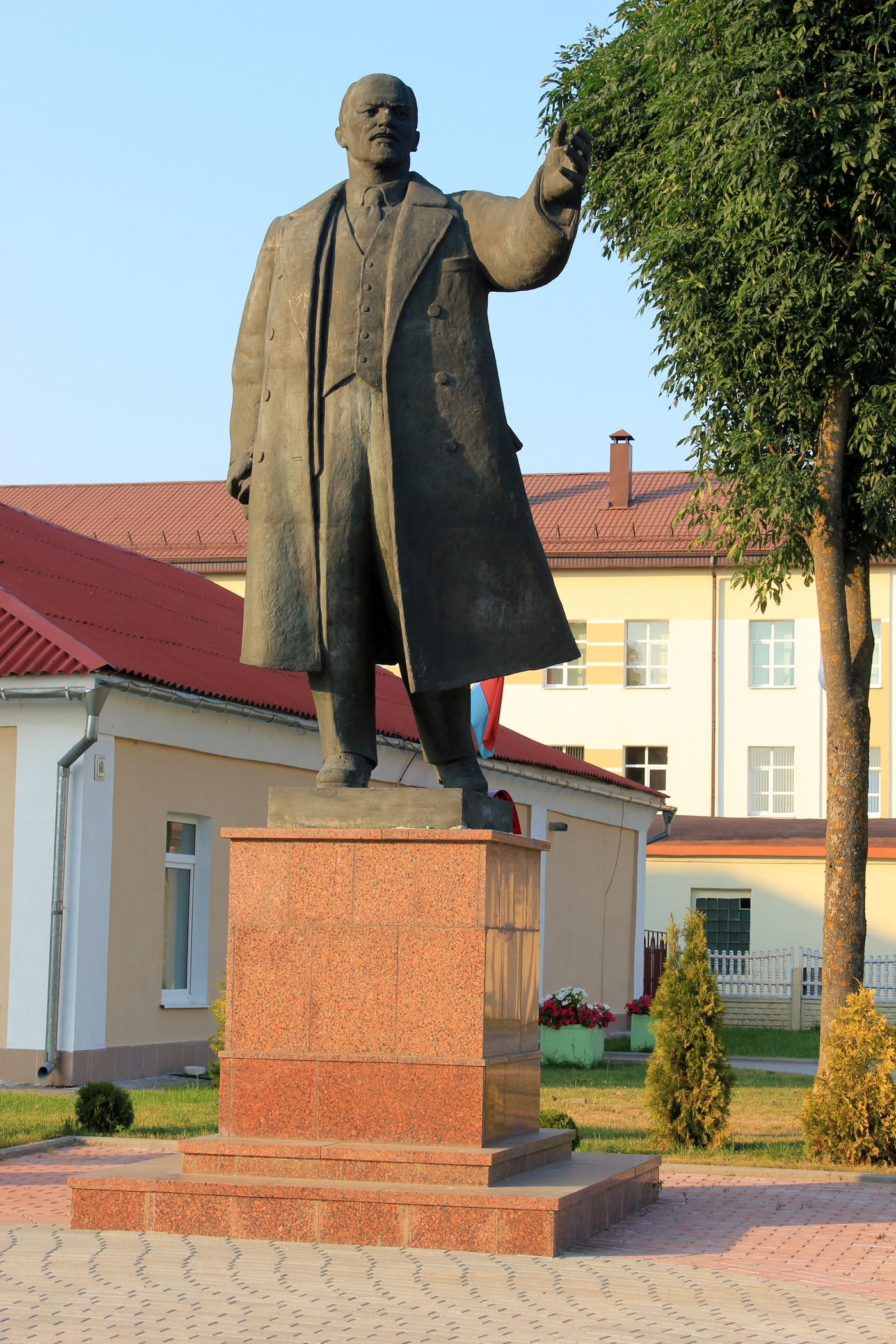
Statue in Aschmjany

Aus der Geschichte nach dem Zweiten Weltkrieg wurden von der neu gebildeten Regierung Lehren gezogen: Damals hatte die Sowjetrepublik Kirchen und religiöse Einrichtungen schleifen lassen. Das Parlament hat den Abbau der kommunistischen Denkmale nunmehr per Gesetz verhindert. Im November 1992 erhielten alle Objekte Denkmalschutz, die Historiker als geistig, ästhetisch und dokumentarisch wertvoll eingestuft hatten.
- Aschmjany (Foto siehe hier)
- Babrujsk (Foto siehe hier)
- Baranawitschy (Foto siehe hier)
- Baryssau: Leninplatz, Bronzekolossalstatue auf Natursteinpostament. Lenin stützt sich auf Tischplatte, davor weht eine bronzene Fahne.[16] 1986, Bildhauer: A. A. Anikejtschik[17] (Foto siehe hier) – in der Stadt gab es mindestens vier weitere Lenindenkmäler (zwei Statuen, eine Büste, eine Darstellung als Kind).[18]
- Bjarosa: Leninplatz: Statue vor dem Rathaus: Bronze (Rednerpose) auf schwarzem Sockel[19] (Foto mit Rathaus siehe hier)
- Brest: Leninplatz, vor einem Sowjetstern an einer Fassadenwand[20] (Fotos siehe hier), 1958, Bildhauer: M. Lastotschkin, Architekt: G. Saborski[21] – zudem mindestens zwei Büsten (Gelände Luftlandedivision bzw. Gelände Strumpfwarenfabrik Janka-Kupala-Straße)[22]
- Bychau (Foto siehe hier)
- Homel (Foto von 2006 siehe hier)
- Hrodna: Leninplatz, fünf Meter hohe Bronzeskulptur auf mit roten Natursteinplatten verkleidetem Postament, 1987, Bildhauer: Sair Asgur[23], Architekt: W. Aladow[24] (Fotos siehe hier) – in der Stadt gab es mindestens vier weitere Lenindenkmäler (eine Statue, 1940 zerstört, zwei Statuen mit jeweils erhobenem Arm auf Sockel sowie eine Sitzgruppe mit Stalin)[25]
- Iŭje in der Hrodsenskaja Woblasz: museale Aufstellung mit anderen Denkmälern, metallisch angestrichene Büste auf Betonsteinsockel[26] (2016)
- Kapyl (Foto siehe hier)
- Krytschau (Foto siehe hier)
- Masalawa (Foto siehe hier)
- Masyr[27] (Fotos: Ansicht des Platzes mit dem Denkmal und Nahaufnahme)
- Hauptstadt Minsk:
(1) Unabhängigkeitsplatz: überlebensgroße Statue auf Postament vor dem Regierungsgebäude, 1934 aufgestellt. Bildhauer: Matwei Maniser (Fotos siehe hier)
(2) Statue auf Postament beim Elektromechanischen Werk in der Wolgograder Straße, 1957 aufgestellt.[28] (Foto siehe hier)
(3) Statue auf Postament in der Korotkewitsch-Straße, 1952 aufgestellt, 2013 demontiert[29] (Foto der beschädigten Statue von 2013, siehe hier)
(4) Leninstraße 30: Statue auf kleinem Postament im Areal des Klumowa-Stadtkrankenhauses, 1936 aufgestellt, Bildhauer: A. L. Kotichin, 1941–1945 vor den deutschen Besatzern versteckt[30]
(5) Statue auf Postament im Areal der Militäreinheit 45017, Bildhauer: Sair Asgur, 2016 demontiert[31]
(6) Statue auf Stufenunterbau, 1965 in einem Militärlager aufgestellt, 2016 vor die Sekundarschule Nr. 84 umgesetzt[32]
– zahlreiche weitere Büsten und Statuen[33]
- Petrykau (Foto siehe hier)
- Pinsk (Foto siehe hier)
- Polazk (Foto siehe hier)
- Rahatschou (Foto siehe hier)
- Retschyza
- Salihorsk (Foto siehe hier)
- Schabinka (Foto siehe hier)
- Slonim (Foto siehe hier)
- Sluzk (Foto siehe hier)
- Skidal in der Hrodsenskaja Woblasz; Statue auf Postament[34]
- Usda (Foto siehe hier)
- Wetka (Foto siehe hier)
- Wizebsk
- Wyssokaje (Foto siehe hier)

### Bulgarien
- Hauptstadt Sofia, stand bis 1991 auf dem Leninplatz; die Statue wurde abgebaut und im Park des Museums für sozialistische Kunst aufgestellt. Dort befinden sich jedoch zwei Skulpturen – eine stehende mit wehendem Mantel aus Sandstein, eine sitzende sowie ein großer Kopf aus Bronze.[35] Der Platz heißt nun wie früher nach der dortigen Kirche Sweta-Nedelja-Platz und anstelle des Denkmals steht eine Säule mit der Figur der Heiligen Sophia, Schutzpatronin der Stadt.[36]
- General Toschewo: Die hier vorhanden gewesene Leninstatue wurde umgearbeitet zu einer „weißen Schwalbe“.[37]
- Plowdiw: wurde entfernt[38]

Quelle und Fotos:

### China
- Peking: auf dem Tiananmen-Platz,[39] nach 1990 ersetzt durch Denkmale chinesischer Führer.

### DDR
Auf dem Gebiet der Deutschen Demokratischen Republik (DDR) wurden zahlreiche Lenindenkmäler errichtet. Die bekanntesten waren die Denkmäler in Berlin, Dresden, Eisleben und Merseburg. Es gab sie in fast jeder großen Stadt, aber auch in kleineren Orten. Dabei kam es zu ganz unterschiedlichen Ausführungen. So befanden sich in Halle-Neustadt oder Weimar Leninbüsten, in Leipzig, wo sich Lenin mehrfach aufhielt, gab es eine ganze Reihe von Gedenktafeln, in Saßnitz findet sich noch heute eine Gedenktafel an einem Stein, in Dresden oder Merseburg standen überlebensgroße Statuen, die teils mit anderen Kontexten verknüpft wurden. So steht die Leninplastik in der Hamburger Allee in Schwerin auf einem Bodenreformdenkmal. Das Berliner Lenindenkmal war 19 Meter hoch und damit das größte in der DDR und war auf den 20-Pfennig-Ausgaben der Briefmarkenreihe Aufbau in der DDR abgebildet. Während das Lenindenkmal in Eisleben als das erste in Deutschland gilt und bereits vor der Gründung der DDR aufgestellt wurde, blieb die Errichtung weiterer Denkmäler für alle Jahrzehnte der Geschichte der DDR üblich.
(Die hier zur Unterteilung gewählten Bundesländer wurden erst 1990 eingeführt. In der DDR gehörten die Städte zu einem der 15 Bezirke.)

### Estland

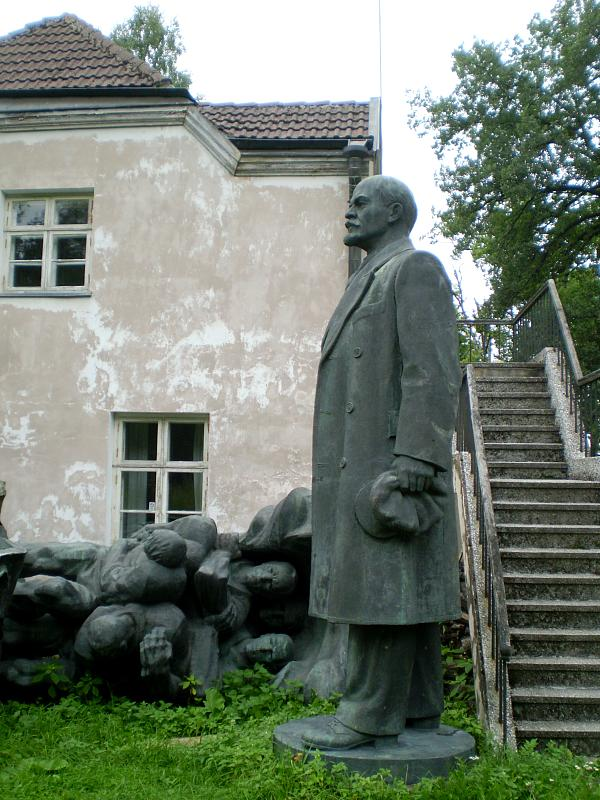
Lenin in Maarjamäe

Estland besaß mehrere Dutzend Lenindenkmäler, aber nur diejenigen in Tallinn, Tartu und Narva waren größere Exemplare.
- Jõhvi: 1953 von E. Roos, Arseni und Signe Mölder,[41] 1991 demontiert und in ein Lagerhaus gebracht, wo es Februar 1992 gestohlen wurde – weiteres Schicksal unbekannt (eingeschmolzen oder verschifft) – 2006 wurde ein Lenin-Kopf beim Abriss des Kulturhauses geborgen.[40]
- Kohtla-Järve: in ein Lagerhaus gebracht, wo es im Februar 1992 gestohlen wurde – weiteres Schicksal unbekannt (eingeschmolzen oder verschifft)[40]
- Narva: 3,5 m hoch; vom Stadtzentrum in den Schlosshof der Hermannsfeste umgesetzt[40][42]
- Pärnu: im Jahr 1981 erhielt Pärnu eine Kopie des Lenindenkmals, das Tallinn 1979 dem finnischen Kotka geschenkt hatte.[41]
- Tallinn: 1950 von Nikolai Tomski,[41] stand auf dem Lukiskius-Platz und wurde am 19. August 1991 gestürzt,[43] wurde ins Museum in Pärnu gebracht.[44]
- Tartu: 1952 von Ferdi Sannamees, Garibaldi Pommer, August Vomm; das 4 m hohe Bronze-Denkmal wurde bereits 1989 abgebaut und etwa im Jahr 2000 Finnland zur Übernahme angeboten.[41][45] Im Jahr 2006 wurde es für das Estnische Geschichtsmuseum in den Innenhof des Schlosses Maarjamäe gebracht[40][46] (siehe nebenstehendes Foto).

### Georgien
- Tiflis: Eine Statue befand sich auf dem Freiheitsplatz. Diese wurde 1990 nach der Unabhängigkeit beseitigt und an ihre Stelle kam ein Springbrunnen.[47]

### Kasachstan
- Almaty: siehe nebenstehendes Foto
- Aralsk[48]

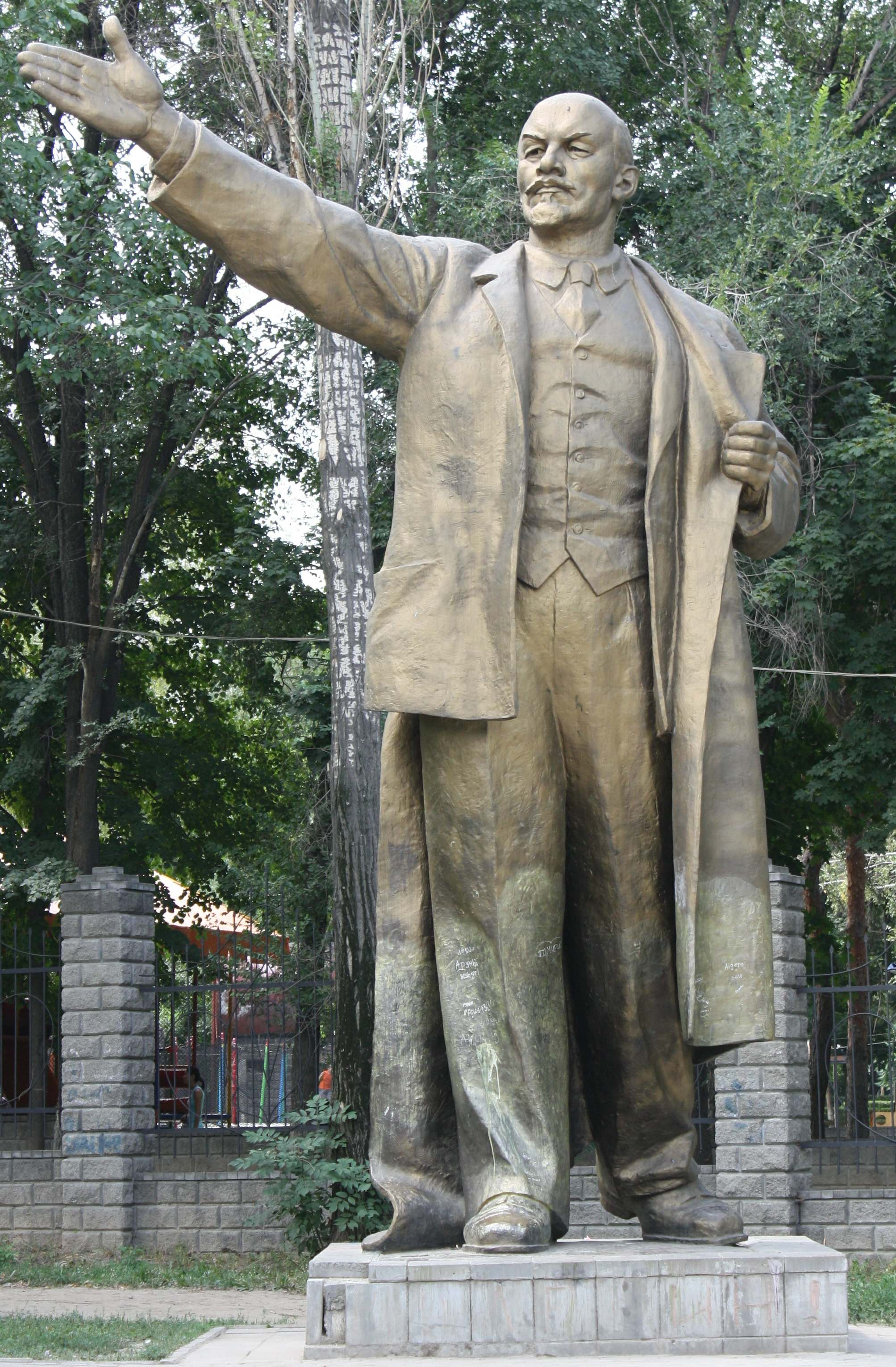
Statue in Almaty

- Baikonur: Leninplatz: 1970 vor dem Kulturgebäude Kosmo[49] – mindestens eine weitere Statue[50] (Foto siehe hier)
- Karaganda (Foto siehe hier)
- Pawlodar: bis 1990 auf dem Leninplatz vor dem Regierungsgebäude. Danach in einen kleinen Park an der Leninstraße versetzt.

### Kirgisistan
- Bischkek: 1984 auf dem Ala-Too-Platz errichtet, im August 2003 versetzt an den Alten Platz (kirgisisch Эски Аянт Eski Ajant, russisch Старая Площадь Staraja Ploschtschad) an der Rückseite des Historischen Nationalmuseums, östlich des Kirgisischen Dramentheaters. Die Statue blickt seitdem auf das nördlich gelegene Gebäude der Regierung Kirgisistans.[51][52][53][54]
- Balyktschy, vergoldet, vor einem Regierungsgebäude (Foto siehe hier).
- Kotschkorata im Oblus Dschalal-Abad (Foto siehe hier)
- Osch: Bronze auf rotem Granit-Postament, gegenüber der Stadthalle auf der anderen Seite der Leninstraße gelegen.[55][52][56][57]

### Kuba

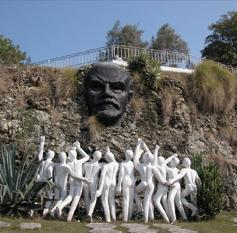
Hügel mit Porträt in Havanna

- Hauptstadt Havanna: Colina Lenin, bereits seit 1924 vorhandenes Porträt (siehe nebenstehendes Foto)
- Havanna: Im Lenin-Park, eine Büste aus weißem Marmor, als Monolith mit einer stark vereinfachten eckigen Fahne verbunden; der Stil gilt als Neokubismus, 1984 eingeweiht; Bildhauer Lew Kerbel.[58]

### Lettland
- Daugavpils
- Riga: Der Bildhauer war Karlis Jansons. Das Denkmal stand an der Kirowstraße und wurde am 17. Oktober 1990 abgebaut.
- Im Burgmuseum Wenden ist eine Leninstatue symbolisch beerdigt: Die Figur wurde in eine offene Kiste gelegt.

Bis 1990 fertigte die Fabrik Sarkanā zvaigzne („Roter Stern“) in Riga in Massenproduktion monumentale, vergleichsweise erschwingliche Lenindenkmale aus Beton.

### Litauen
Alle Statuen wurden 1991 oder bald danach abgebaut und einige davon später im Grutas-Park neu aufgestellt. Sie waren alle während der Zeit der Sowjetunion errichtet worden und standen unter anderem in Vilnius (in der Hauptstadt gab es mindestens zwei Statuen, von denen eine neben einer Statue des Vorsitzenden der Litauischen Kommunistischen Partei Kapsukas stand). Eine öffentliche Aufstellung der kommunistischen Denkmale wird seit den späten 1990er Jahren von Staats wegen bestraft. In folgenden Orten gab es Lenin-Denkmale:
- Vilnius: Diese Statue wurde 1991 demontiert.[60]
- Druskininkai
- Jonava: 1984 enthüllt, Bildhauer K. Bogdanas
- Jurbarkas: der Jurbarkaser Lenin ist jetzt Teil einer Installation im Europos Parkas von Vilnius
- Kaunas: 1970 enthüllt, Bildhauer N. Petrulis
- Klaipėda: 1976 eingeweiht, Bildhauer G. Jokubonis; 1991 abgebaut
- Palanga: 1971 eingeweiht, Bildhauer Jewgeni Wutschetitsch
- Šiauliai: an der Aušros-Allee

### Moldau
- Tighina
- Stadt Briceni im Rajon Briceni

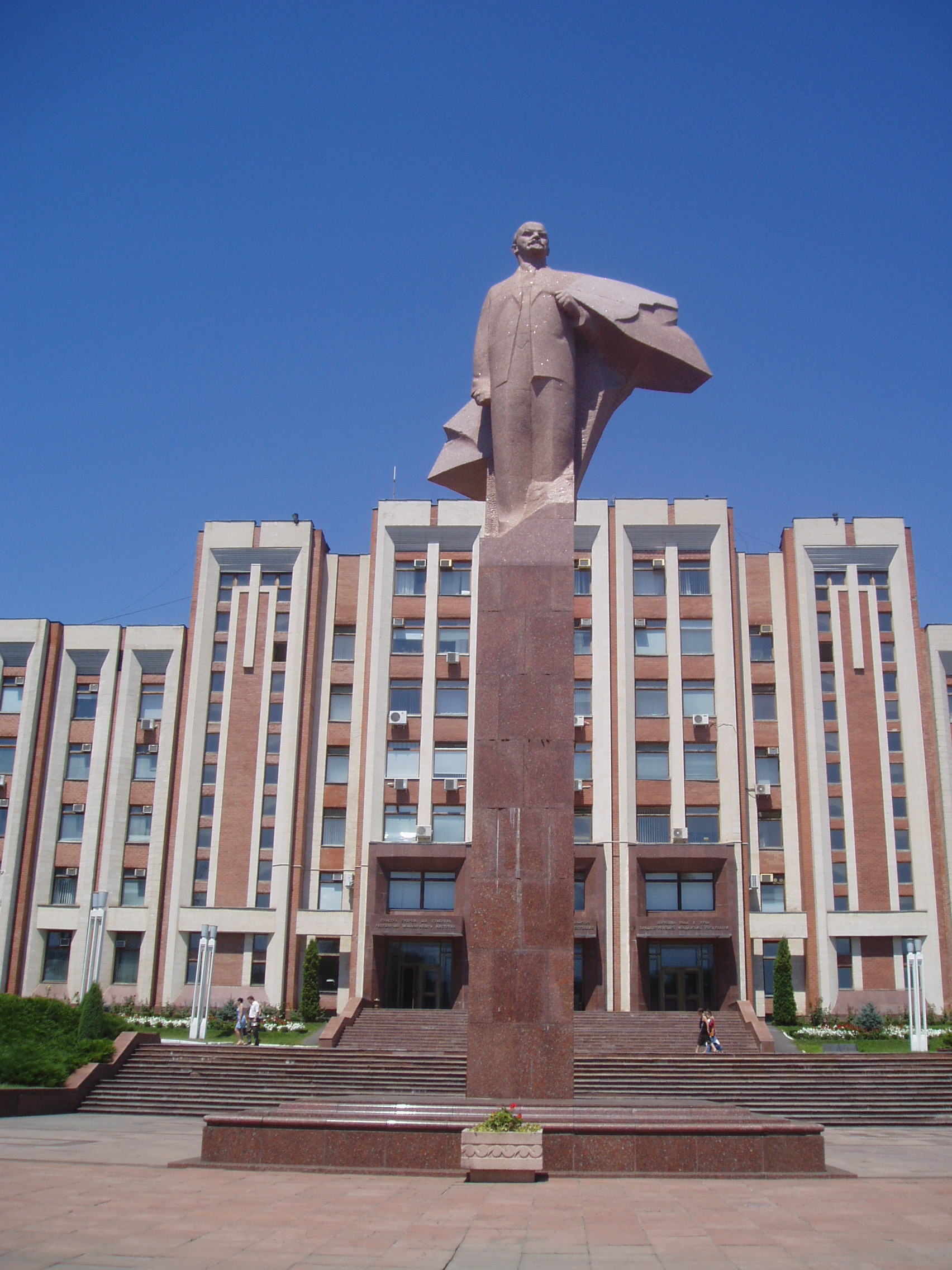
Statue in Tiraspol

- Chișinău: nach Auflösung der Sowjetunion aus dem Stadtzentrum in einen Vorort versetzt[61]
- Comrat, Hauptstadt der Gagausen in Moldawien. Das steinerne Lenin-Denkmal steht vor dem Regierungssitz, einem modernen Beton-Stahl-Bau.[62]
- Tiraspol (Transnistrien): siehe nebenstehendes Foto

### Mongolei
- Ölgii: Büste auf Postament[63] (Foto siehe hier)
- Tschoir: Büste als zentrales Element einer Gedenkwand,[64] vor 1984 errichtet[65]
- Erster Standort unklar; abgestellt auf einem Feld bei Tschoibalsan nahe dem Fluss Cherlen.[66]
- Hauptstadt Ulan-Bator:
(1) Statue auf Postament, 1954 aufgestellt, Bildhauer: Sergei Dmitrijewitsch Merkurow[67], am 14. Oktober 2012 abgebaut.[68] (Fotos siehe hier)
(2) Statue auf Postament vor dem ehemaligen Pionierpalast,[69] 1976 errichtet, Bildhauer: Tschimidijn Daschzeweg[70][71]
(3) Büste auf Postament[72]

### Polen

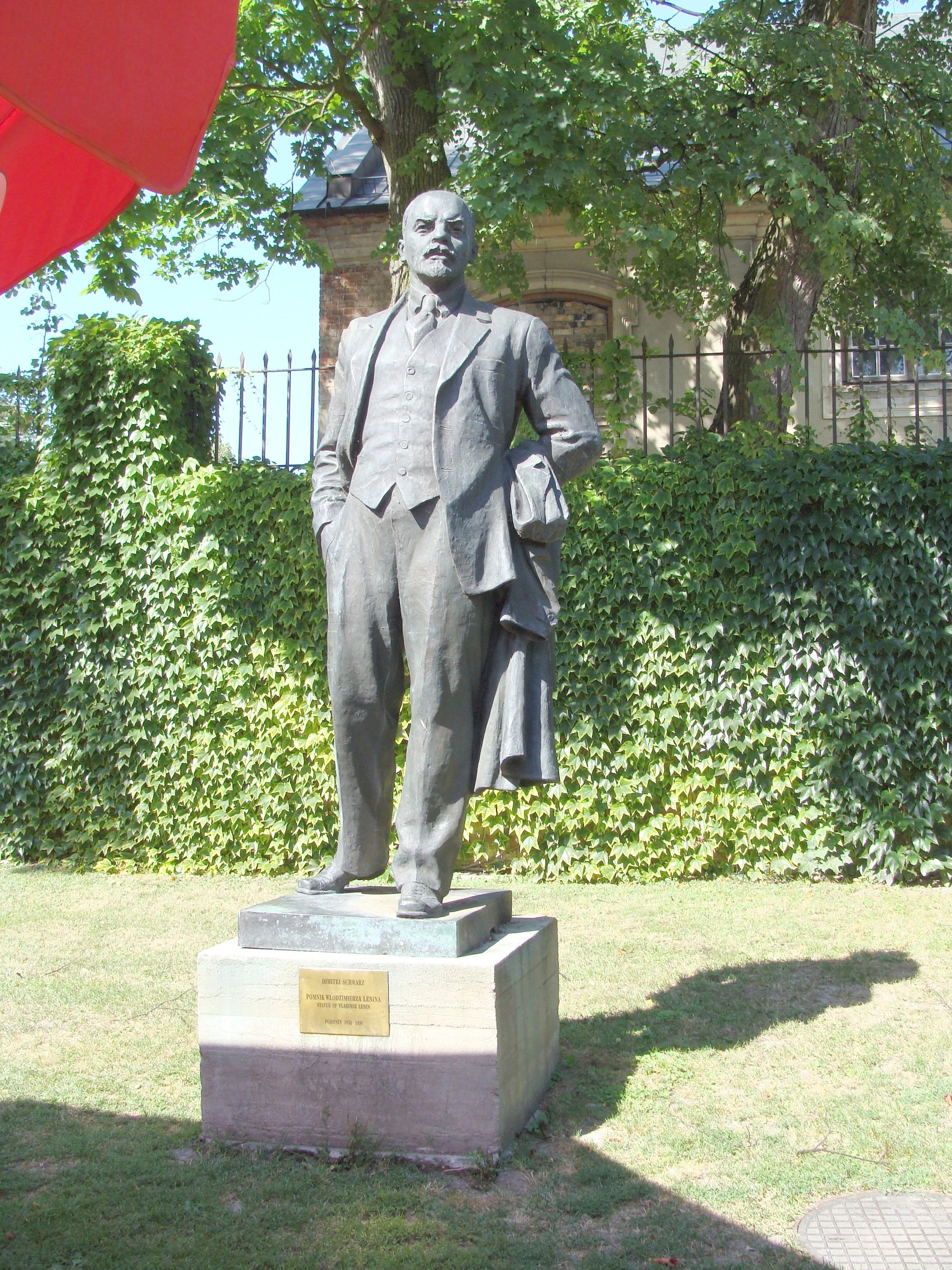
Statue in Poronin

- Czyżewo (deutsch Zeising) im Landkreis Rypin: Hier stand ein wohl um 1940 errichtetes Lenindenkmal auf dem Marktplatz. Während des Zweiten Weltkriegs zwangen die deutschen Besatzer die im Ort ansässigen Juden, das Denkmal abzubrechen und die Reste in den Fluss zu werfen. So geschehen am 5. Juli 1941.[73]
- Krakau: Lenindenkmal (Nowa Huta): 1973 aufgestellt, 1979 Ziel eines Anschlag, 1989 demontiert und in den Stadtteil Wróblowice verbracht, 1992 durch schwedischen Privat-Kunstsammler erworben und im High-Chaparral-Themenpark aufgestellt.
- Legnica, nach 1991 abgerissen.[74]
- Poronin bei Zakopane, Lenin-Museum 1948–1990, Statue von 1950 heute in der Kunstgalerie des Sozialistischen Realismus im Schloss Kozłówka, in dem auch weitere Leninbüsten und -statuen untergebracht wurden[75] (siehe nebenstehendes Foto).

### Rumänien

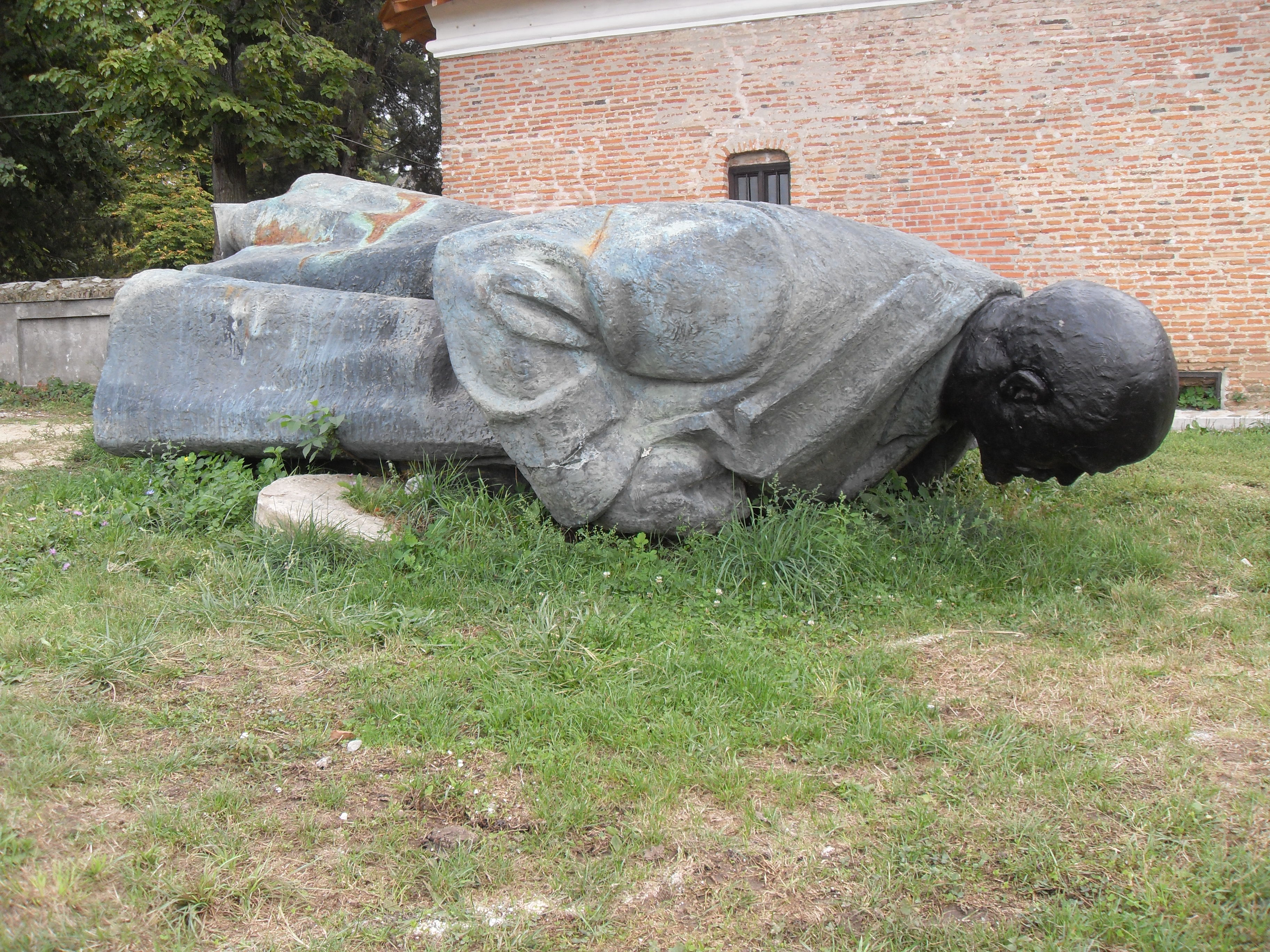
Gestürzte Statue auf dem Schlossgelände von Mogoșoaia

- Bukarest, aufgestellt vor der Casa Presei Libere auf dem Scintela-Platz[76] im April 1960, abgerissen im März 1990, danach in gröbere Teile gebrochen und 1994 mit einem Schiff auf der Donau fortgebracht.[77] Der Denkmalsockel ist stehen geblieben, auf ihm wurde im Jahr 2012 eine Skulptur Hydra aufgestellt. Diese formt den Körper Lenins nach, aber oben auf befindet sich die legendäre Hydra mit sieben Schlangenköpfen. Nach Meinung eines Fotografen symbolisiert das „die fehlende Moral der rumänischen politischen Klasse der Vergangenheit und von heute“.[78][79]
- Schloss Mogoșoaia: Eine aus Stein und Kupfer gefertigte Statue wurde auf dem Gelände des Schlossparks abgelegt (siehe nebenstehendes Foto). Ihre Herkunft ist nicht bekannt.

### Slowakei

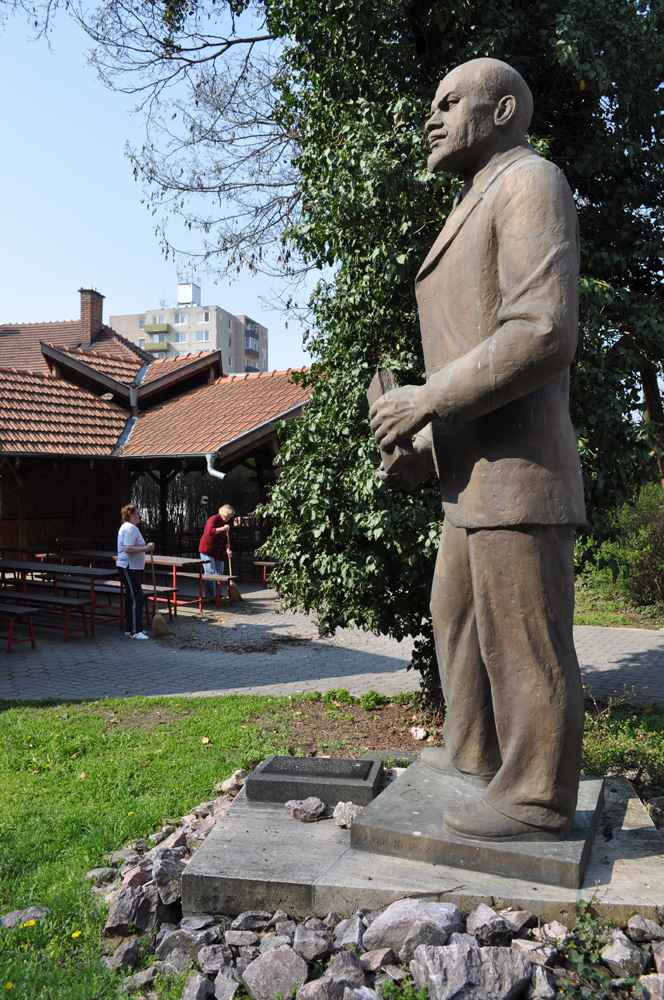
Leninstatue in Galanta

- Bratislava: Leninplatz (Leninovo námestie), jetzt Jakubovo námestie, Büste, 1970, befindet sich im Magazin der Slowakischen Nationalgalerie.[80][81]
- Galanta: 1972 auf dem Hauptplatz der Stadt aufgestellt, Bronzestatue, seit 1998 im Garten eines Restaurants in der Hodská 1596/50 (siehe nebenstehendes Foto).[82]
- Košice: Trieda SNP 42 vor dem Sitz der KSČ, Bronzestatue des Bildhauers Arpád Račko, am 4. November 1987 eingeweiht, 1990 abgebaut,[83] jetzt im Depot des Ostslowakischen Museums in Košice-Šaca.[84][85]
- Nitra: Leninplatz (Leninovo námestie), jetzt Svätoplukovo námestie, Bronzestatue des Bildhauers Tibor Bártfay, 1974 aufgestellt, 1990 abgebaut (seitdem im Depot der Städtischen Dienste; Stand Februar 2015).[86]
- Poprad: Leninplatz (Leninovo námestie) vor dem Krankenhaus, Bronzestatue des Bildhauers Emil Wenkow, 1988 aufgestellt, 1989 abgebaut und 1995 in die USA nach Seattle verkauft.[87][88][89]
- Žilina: Leninplatz (Leninovo námestie), Büste des Bildhauers Ján Kulich, 1971 aufgestellt, 1990 entfernt,[90] jetzt befindet sich an der Stelle des Denkmals ein Einkaufszentrum.[91]

### Tadschikistan
- Duschanbe
- Chudschand
- Chorugh[52][92]

### Tschechien

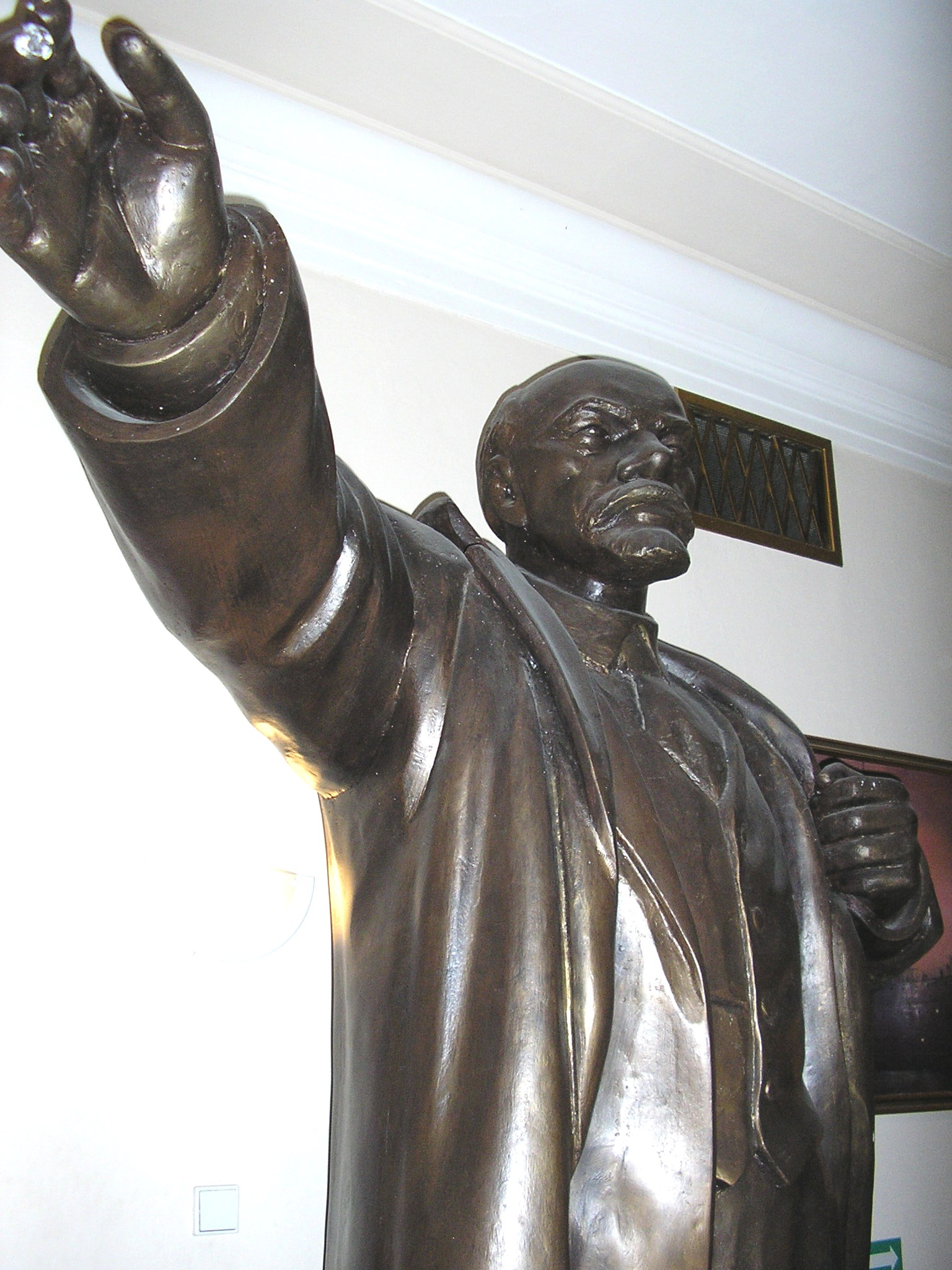
Statue, jetzt im Museum

- Prag: náměstí Říjnové revoluce (Platz der Oktoberrevolution), jetzt Vítězné náměstí, Statue, 1989/90 entfernt. Ein weiteres Monument befindet sich im Museum des Kommunismus (siehe nebenstehendes Foto).
- Benešov: eine Büste, 1977 oder 1979 aufgestellt
- Brünn: am 22. April 1974 eingeweiht; Bildhauer M. Axmann und F. Kotschi
- Čelákovice: eine Büste, 1978 aufgestellt
- Česká Lípa: eingeweiht 31. Oktober 1987
- Cheb: in einen Innenhof umgesetzt (Foto siehe hier)
- Děčín: 1973 eingeweiht
- Havířov: am 6. November 1976 aufgestellt. Im März 1990 abgebaut und eingeschmolzen. Die Schmelze wurde für die Herstellung eines Denkmals der Kinder von Lidice verwendet.
- Hradec Králové
- Karlovy Vary: eingeweiht 1. Mai 1966; aus der Werkstatt von Vladimir Reich
- Kladno
- Olmütz: offenbar mit anderen abgebauten Denkmalen in einen Park gebracht (Foto siehe hier)
- Perštejn
- Pilsen: m 1958; aufgestellt vor den Lenin-Werken (später Škoda Maschinenbau)[93]
- Podbořany: Im Mai 1928 aufgestelltes Relief mit Leninkopf auf dem Grundstück einer Volksheimgenossenschaft. Musste 1931 auf Anordnung der Bezirkshauptmannschaft entfernt werden.[94]
- Poděbrady

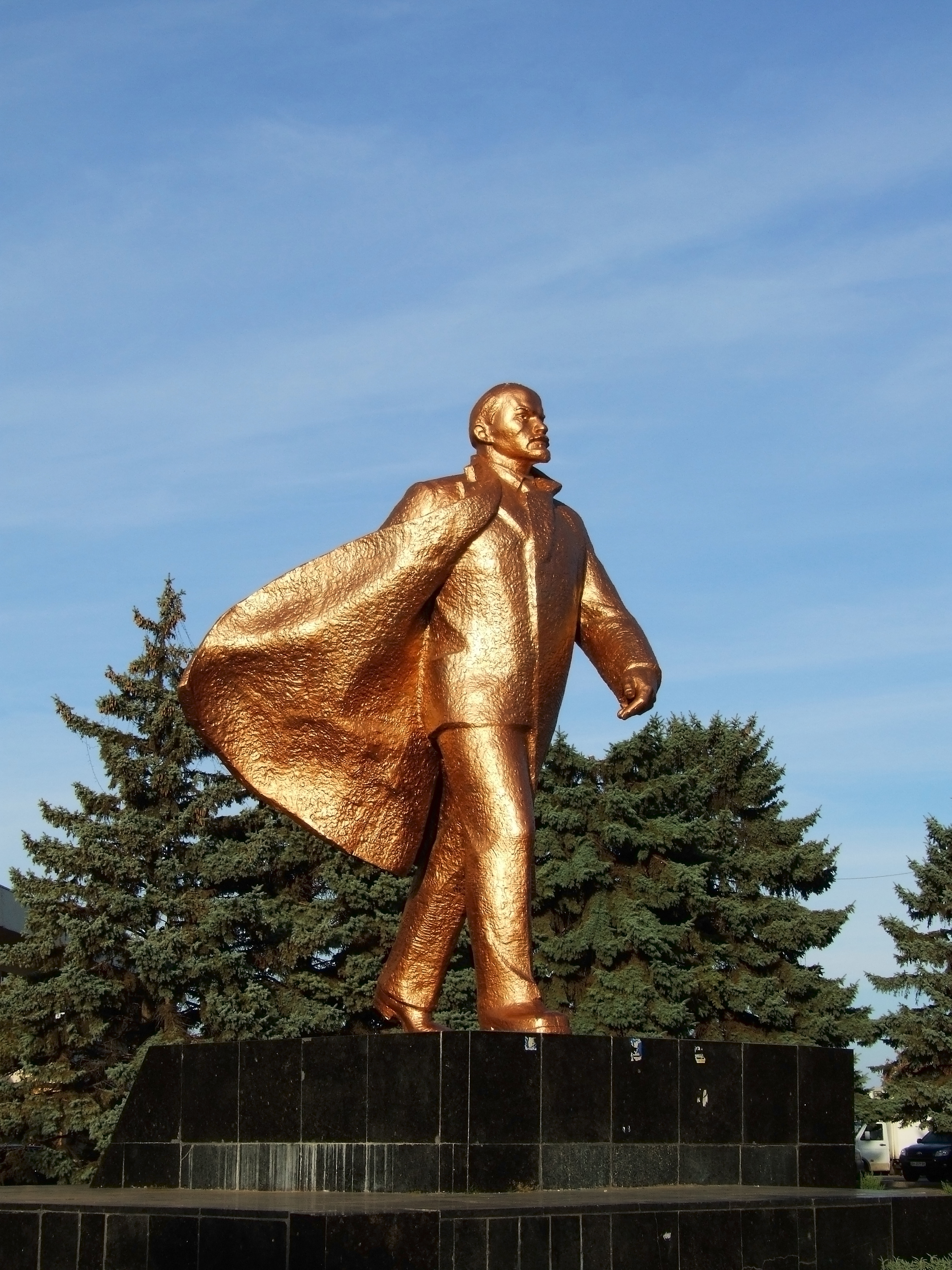
Statue in Tschornomorsk, Ukraine

Siehe auch Quelle mit Fotos der tschechischen Lenin-Denkmäler.

### Ungarn
Es gab mindestens 50 Lenindenkmäler in Ungarn. Hier sollten nach der Wende keine Denkmale niedergerissen oder zerstört, sondern abgebaut und in einem extra dafür geschaffenen Park der gestürzten Helden aufgestellt werden. Eine solche Einrichtung ist die nach Einweihung im Jahr 1993 Memento Park genannte Anlage, eine weitere der Neue öffentliche Friedhof, wohin aber vor allem andere sozialistische Denkmäler gebracht wurden.
- Hauptstadt Budapest: Dózsa-György-Straße, 1965 als Ersatz für die dort bis 1956 zu findende Stalin-Statue; am 23. Oktober 1989 abgebaut, um sie zu reparieren, aber nicht wieder dort aufgestellt, sondern nun im Memento Park. Das im Jahr 2004 aufgestellte Zeitrad befindet sich an dem früheren Standort des Lenindenkmals.[99][100]
- Csepel (Budapest): vor den Metallwerken, nun ebenfalls im Memento Park.
- Gödöllő: von Imre Varga angefertigt[101]
- Kecskemét: Statue auf Postament, aufgestellt 1968, Bildhauer: Zsigmond Kisfaludi Strobl[102] – befand sich von 2008 bis 2018 im Hadipark (Waffenmuseum) in Kecel[103]
- Mohács (im südungarischen Komitat Baranya): von Imre Varga hergestellt, inzwischen aber demontiert[104].
- Pécs: von Sändor Mikus[99]
- Siófok: eine von Imre Varga angefertigte und vor der Vernichtung bewahrte Leninstatue, die bis um 1990 in Kaposvár stand.[101]
- Szombathely: am 15. März 1990 abgebaut[99]
- Vác: von Imre Varga angefertigt[99][101]

### Usbekistan
- Taschkent: 1936, Granit, Boris Koroljow

### Vietnam
- Hauptstadt Hanoi